# Запрещённые священники
«Запрещённые священники» (фр. Prêtres interdits) — фильм 1973 года режиссёра Дени де Ла Пательера.

## Сюжет
1936 год. Юная парижанка Франсуаза Бернардо во время каникул в деревне при драматических обстоятельствах знакомится с местным священником, отцом Жаном Расто. Вопреки собственному желанию кюре становится первой любовью девушки. Через год она снова приезжает в деревню, и в этот раз Жан отвечает ей взаимностью. После интимной близости со священником девушка беременеет. Как отец Франсуазы, так и епископ Жана хотят замять это дело — планируется, что ребёнка отдадут в приют, а кюре отправят на покаяние в Лувр, однако Расто считает подобные действия недостойными мужчины. Тогда его запрещают в служении. Неожиданно кюре получает поддержку от сельского активиста, коммуниста Поля Лякусада, который даёт приют запрещенному в служении священнику. Впрочем, и второй священник прихода, отец Грегуар Ансели, несмотря на мировоззренческие разногласия, не оставляет своего друга. Через какое-то время Жан узнаёт, что у него родился сын Франсуа.
Вторая мировая война. И Жан, и Грегуар поддерживают Сопротивление. Узнав о связях Ансели с коммунистами, епископ отправляет и его под запрет. Франсуаза сообщает Расто адрес, где она живёт с сыном, однако, приехав туда, бывший кюре узнаёт, что его возлюбленная погибла во время обстрела. Он забирает сына к себе, но по решению суда мальчика отправляют в приют. Жан помогает Лякусаду и Ансели уйти в Испанию, однако при этом попадает в руки вишистов, которые расстреливают священника как «коммуниста».
1970 год. Ансели, ставший епископом, оказывается перед вопросом — что ответить молодому священнику, который полюбил девушку и хочет на ней жениться. Перед иерархом встаёт образ его покойного друга…

## В ролях
- Робер Оссейн — отец Жан Расто
- Клод Жад — Франсуаза Бернардо
- Клод Пьеплу — отец Грегуар Ансели
- Пьер Монди — Поль Лякусад
- Луи Сенье — епископ
- Жермэн Дельба — мать Жана
- Жорж Одубер — отец Франсуазы
- Люсьенн Легран — мадам Бернардо
- Мишель Вотрин — кузина Франсуазы
- Фабрис Мушель — малыш Франсуа
- Ги Ди Риго — новаый мэр